# 1282
1282 (MCCLXXXII) je bilo navadno leto, ki se je po julijanskem koledarju začelo na četrtek.

## Dogodki

### Slovenija
- december - Nemški kralj Rudolf I. Habsburški podeli svojima sinovoma (Albertu) in Rudolfu vojvodini Avstrija in Štajerska.

### Sicilske večernice
- pomlad - Sicilski kralj Karel I. Anžujski pripravlja invazijo na Bizantinsko cesarstvo z več kot 700 ladjami in 27.000 vitezi.
- 30. marec - Palermo na Veliko noč: začetek vsesplošnega pokola Francozov na Siciliji, ki se nadaljuje naslednjih šest tednov. Povod za pokol na velikonočni večer je nadlegovanje sicilskih žensk, ki so si ga privoščili francoski vojaki. Globji vzrok pa je 17 letno zatiranje domačinov pod oblastjo Karla Anžujskega, ki je Sicilijo za lastne politične cilje finančno čezmerno izčrpaval, na vodilne položaje pa nastavljal zgolj Francoze, ki so se izživljali nad Siciljanci. Upor je sicer bil spontan linč, vendar so v naslednjih tednih prevzele pobudo gibelinske stranke in aragonski kralj Peter III.[1]
- 28. april - Sicilski domačini nadzorujejo celoten otok razen Messine. Tega dne se upro še meščani Messine in požgejo križarsko floto, ki se je medtem vrnila s propadlega/odloženega poskusa zavzetja Konstantinopla. Požig messinskega pristanišča, arzenala in flote je za Karla Anžujskega uničujoč udarec.
- Uporniki poskusijo vzpostaviti neodvisne komune, za kar pa potrebujejo blagoslov papeža Martina IV.. Le-ta pa je kot Francoz močno na strani Karla Anžujskega. Po tem propadlem poskusu vzpostavijo uporniki stik z aragonskim kraljem Petrom III., ki se nahaja s svojo floto v vojni s Hafsidi v Tunisu, kjer se je vpletal v njihove nasledstvene zdrahe.
- 30. avgust - Peter III. pristane v pristanišču Trapani na skrajnem zahodu Sicilije. Od tam napreduje ob obali proti Palermu.
- 2. september - Peter III. vstopi z vojsko v Palermo. Sprejem je bil med lokalnim prebivalstvom, ki so naklonjeni ustanovitvi avtonomne komune, precej hladen.
- 4. september - Ker papež Martin IV. še vedno vztraja pri Karlu Anžujskemu, meščani Palerma sprejmejo Petra III. za novega sicilskega kralja, po novem še Peter I. Sicilski.
- 18. november - Papež Martin IV. izobči aragonskega kralja Petra III. in mu odvzame Aragonsko kraljevino.
- Karel Anžujski, ki se nahaja v Neaplju poskusi z blokado pristanišča Messina in večkratnimi desanti, vendar je vsakokrat zavrnjen. Večerniške vojne → 1283

### Angleška osvojitev Walesa
- 30. marec - Hawarden, Flintshire, Wales: Dafydd ap Gruffydd, mlajši brat valižanskega princa Llywelyna ap Gruffudda, napade in zavzame grad v lasti angleškega kralja Edvarda I. Dolgokrakega. Nato nadaljuje z obleganjem Rhuddlana, upor Valižanov, ki jim je angleška okupacija presedla, pa se razširi po večini Walesa. Četudi je valižanski princ Llywelyn ap Gruffudd, ki pa je dejansko vladal samo SZ delu Walesa[2], popolnoma nepripravljen za vojno, se postavi v bran mlajšemu bratu. Angleški kralj Edvard I., ki ga napad razbesni, začne s pripravami na invazijo na Wales na več frontah.

- 17. junij - Bitka pri Llandeilo Fawrju: Valižani iz zasede porazijo Angleže in začasno zaustavijo njihovo napredovanje proti jugu.
- 19. junij - Neugodnemu političnemu položaju, v katerem se je znašel Llywelyn ap Gruffudd, se pridruži še osebna tragedija: Llywelynova soproga, valižanska princesa Eleanora Montforška umre ob porodu hčerke Gwenllian, ki postane s tem legitimna dedinja Walesa.
- 6. november - Bitka pri Moel-y-donu: Angležem sprva uspe zavzeti otok Anglesey, vendar Valižani Angleže presenetijo ob prehodu čez pontonski most in jih porazijo. Kralj Edvard I. še poveča invazijsko armado. Llywelyn ap Gruffudd nadaljuje z zbiranjem podpore v osrednjem Walesu, ki je bolj v domeni kambro-normanske in angleški kroni naklonjene Valižanske marke.[3]
- 11. december - Bitka pri mostu Orewin: Angleži popolnoma porazijo valižansko vojsko Llywelyna ap Gruffudda, ki je bil takrat slučajno odsoten. Gverilsko vojno proti premočnim Angležem nadaljuje njegov mlajši brat Dafydd ap Gruffydd, ki z Llywelynovo smrtjo hkrati postane nov (in zadnji) valižanski princ. 1283 ↔

### Mongolski imperij
- 1. april - Umrlega mongolskega kana Ilkanata Abako[4] nasledi mlajši brat, musliman Ahmed Tekuder, ki Ilkanat spremeni v sultanat. S tem se enostransko prenehajo sovražnosti med mongolskim Ilkanatom in egiptovsko mameluško dinastijo, vendar so mameluki še precej nezaupljivi. Ostanek križarskih državic izgubi pomembnega zaveznika v boju proti muslimanom. Novi kan Ahmed Tekuder pričakuje spreobrnitev tudi od vseh najvišjih oficirjev.
  - Nasledstva ne prizna Abakin sin Argun, sicer guverner Korasana in predan budist. Argun prosi za pomoč Kublajkana, da mu pomaga pri prevzemu oblasti. Velik del oficirjev zavrača paktiranje z muslimani in se pridruži Argunu. 1284 ↔
- Zlata horda: po petih letih sta iz ujetništva izpuščena Kublajkanova sinova kot garancija miru. Kan Zlate horde Tuda Mengu pritisne na čagatajskega vladarja Kaiduja, da izpusti ujetega Kublajkanovega generala.
- V Čagataju de facto vladar Kaidu konča državljansko vojno med njim in sinovi poraženega kana Baraka[5] ter odstavi marionetnega kana Tuko Timurja. Za novega kana je imenovan Duva, en od Barakovih sinov.

### Ostalo
- 9. januar - Umrlega kadija otoka Minorka Hakama al-Qurašija, ki je teokratsko vladal pod pokroviteljstvom aragonskih kraljev, nasledi sin Abu Umar ibn Said. 1287 ↔
- 26. junij - Poroka med portugalskim kraljem Denisom in aragonsko princeso Elizabeto.
- 19. avgust - Umrlega velikega mojstra vitezov križnikov Hartmanna von Heldrungena nasledi Burchard von Schwanden, 12. veliki mojster po seznamu.
- avgust - Genovska flota blokira ustje reke Arno, s čimer neposredno napove vojno Pisi. 1284 ↔
- Srbski kralj Štefan Dragutin abdicira zaradi kompliciranega zloma noge v korist mlajšega brata Štefana Milutina. Zase si pridrži severni del kraljestva ob južnem pasu spodnje Save in Donave (ti. Kraljevina Srem). ↓
- → S ciljem, da bi si napolnil zakladnico, novi srbski kralj Štefan Milutin nemudoma napade bizantinsko Makedonijo in si priključi severni del današnje Makedonija vključno z mestom Skopje, ki ga razglasi za prestolnico. Bizantinski cesar Mihael VIII. Paleolog začne s pripravami na vojno proti Štefanu Milutinu, vendar umre med pripravami.↓
- 11. december → Umre bizantinski cesar Mihael VIII. Paleolog, ki je v tem letu uspešno financiral upor siciljanskih večernic (↑), nepripravljen pa je bil za ambicije novega srbskega kralja. Umrlega cesarja nasledi sin Andronik II. Paleolog, ki podeduje porazno finančno stanje in izčrpane finančne zmožnosti uvajanja novih davkov. 1285 ↔
- Po 26 letih uspe holandskemu grofu Florijanu V. premagati uporne Frizijce in jim odvzeti posmrtne ostanke njegovega očeta Vilijema II. ter ga s tem dostojno pokopati.
- Obleganje Forlìja, Papeška država: (gvelfovski) Francozi v službi papeža Martina IV. oblegajo gibelinski Forlì v Romanji. Mesto brani condottiero in baron Urbina Guido I. da Montefeltro. 1283 ↔
- Umrlega barona Piemonta iz hiše Savojskih grofov Tomaža III. nasledi sin Filip I. Piemonški.
- Državljanska vojna v Kraljevini Kastiliji: spor za nasledstvo med kraljem Alfonzom X. in kronskim princem Sančom. Alfonz X. je namreč favoriziral svoja vnuka umrlega najstarejšega sina Ferdinanda, vendar se je na stran Sanča postavilo plemstvo in večina mest. 1284 ↔
- Sedem inšpektorjev frančiškanskega reda obtoži herezije frančiškanskega meniha Petra Olivija, znanega po svojih trdnih stališčih o pomembnosti uboštva[6] frančiškanskega reda. 1283 ↔
- Severnonemški mesti Wolgast in Wilster prevzameta zakone[7] mesta Lübeck, korak v postopnem oblikovanju trgovsko-politične zveze Hansa.
- Univerza Oxford: ustanovitev kolidža Hertvord.
- Angleški kralj Edvard I. standardizira kovanje novcev z redno vsakoletno kontrolo ujemanja standardov (Trial of the Pyx).
- Bologna: izum vodnega tiska na papirju.
- Južna Francija: začetek gradnje Katedrale sv. Ceclijije v Albiju.
- Izbruh ognjenika Larderello v južni Toskani.  Izbruh s parno eksplozijo prekrije okolico z nekaj centimetrov debelo plastjo vulkanskega pepela in naredi krater premera 250 metrov, v katerem je danes jezero Lago Vecchienna.

## Rojstva
- 1. april - Ludvik IV., rimsko-nemški cesar, hiša Wittelsbaških († 1347)
- 24. marec - Oldžejtu, osmi kan Ilkanata  († 1316)
- 15. april - Friderik IV., vojvoda Zgornje Lorene († 1328)
- 5. maj - Don Juan Manuel, kastiljski princ, pisec, moralist († 1348)

Neznan datum
- Aleksej II. Veliki Komnen, trapezuntski cesar († 1330)
- Erik Magnusson, švedski princ, vojvoda Södermanlanda, brat kralja Birgerja († 1318)
- Gwenllian ferch Llywelyn, valižanska princesa, ujetnica, hčerka Llywelyna Zadnjega († 1337)
- papež Inocenc VI. († 1362)
- Klara iz Riminija, italijanska frančiškanska nuna, spokornica, svetnica († 1346)
- Mijočo Šuho, japonski zen budistični mojster († 1338)
- Ošin Kilikijski, kralj Kilikijske Armenije († 1320)
- Robert VII., grof Boulogneja in Auvergneja († 1325)
- Uzbeg kan, kan Zlate horde († 1341)

## Smrti
- 9. januar - Abu Uthman Said ibn Hakam al-Qurashi, kadi Minorke (* 1204)
- 2. marec - Neža Praška, princesa, opatinja, svetnica (* 1211)
- 1. april - Abaka, mongolski kan Ilkanata (* 1234)
- 19. junij - Eleanora Montforška, valižanska princesa (* 1252)
- 19. avgust - Hartmann von Heldrungen, 11. veliki mojster vitezov križnikov
- 25. avgust - Thomas de Cantilupe, angleški prelat, svetnik (* 1218)
- 13. oktober - Ničiren, japonski budistični filozof (* 1222)
- 11. december:
  - Llywelyn Zadnji, valižanski princ (* 1220)
  - Mihael VIII. Paleolog, bizantinski cesar, ustanovitelj dinastije Paleologov (* 1223)
- 21. december - Jon Raude, norveški nadškof[8]

Neznan datum
- Ahmad Fanakati, muslimanski finančni minister pod kitajsko dinastijo Yuan
- Hesso iz Reinacha, nemški pesnik, minezenger (* 1234)
- Ibn Hallikan, kurdski islamski učenjak, zgodovinar (* 1211)
- Jurij Akropolit, bizantinski diplomat in zgodovinar (* 1217)
- Mehtilda Magdeburška, nemška mistikinja (* 1207)
- Tomaž III. Savojski, baron Piemonta (* 1252)
- Traidenis, veliki litovski knez (* 1220)